# Jón Gnarr
Jón Gunnar Kristinsson, cunoscut ca Jón Gnarr (n. 2 ianuarie 1967 la Reykjavík), este un om politic, fost actor, din Islanda.
În perioada iunie 2010 - iunie 2014, a fost primar al capitalei Reykjavík.
S-a remarcat prin stilul de viață nonconformist și atipic.
Astfel, în copilărie a fost diagnosticat cu ADHD și retard mintal.
A fost pe rând: șofer de taxi, membru al formaței muzicale Nefrennsli ("Nasul care curge") și actor.
În noiembrie 2009 a fondat partidul Besti flokkurinn ("Partidul cel mai Bun"), care la alegerile locale din 2010 din capitală a obținut 34.7% din voturi.
Nu numai denumirea partidului, dar și platforma electorală a fost mai deosebită.
Astfel, Jón Gnarr a susținut că nu își va respecta nicio promisiune electorală și că partidul său este corupt în mod deschis.
De asemenea, s-a remarcat prin atitudinea sa non-religioasă și prin susținerea minorităților sexuale.
1. ↑  „Jón Gnarr”, Internet Movie Database, accesat în 17 octombrie 2015
2. ↑  Jon Gnarr, Munzinger Personen, accesat în 9 octombrie 2017
3. ↑  Jón Gnarr, Discogs, accesat în 9 octombrie 2017
4. ↑  „Jón Gnarr”, Gemeinsame Normdatei, accesat în 15 decembrie 2014